# MicroStation
MicroStation CONNECT Edition est une plateforme d'ingénierie collaborative, ou anciennement de conception assistée par ordinateur (CAO). 
MicroStation est édité par la société Bentley Systems. De nombreux modules développés par Bentley ainsi que par des sociétés tierces permettent d'utiliser MicroStation dans des domaines d'application variés (AECOsim pour l'architecture, OpenRoads pour les infrastructures routières et urbaines, OpenPlant pour l'ingénierie industrielle, Bentley Map pour la cartographie, etc.)
MicroStation a été élaboré à l'origine par les frères Keith et Barry Bentley. Ils ont ensemble fondé la société Bentley Systems Inc. en 1984. En janvier 2017, Bentley comptait près de 4 000 employés dans le monde. L'équipe de direction comprend Greg Bentley, CEO, Bhupinder Singh SrVP Bentley Software, Malcolm Walter COO, John Riddle Plant et Building, Ted Lamboo Geo et Civil, Jean-Baptiste Monnier Asia-Pacific, et David Hollister CFO. 
MicroStation est la plateforme commune aux applications de Bentley dans les quatre métiers qu'elle sert, à savoir ingénierie des procédés, génie civil, architecture/bâtiment, et géospatial.
L'analyste Daratech rapporte que MicroStation est la plateforme la plus utilisée dans le monde en ingénierie des procédés.

## Format des fichiers graphiques
Les fichiers portent normalement l'extension .dgn.
Le format de fichier dgn n'est modifié que très rarement : un changement de version a été opéré en 1983 (format dit V7), un autre en 2000 (format dit V8). Les versions les plus récentes de MicroStation peuvent lire et écrire ces deux formats de fichiers ce qui garantit une pérennité accrue des données.
MicroStation est également la seule application à pouvoir lire et écrire des fichiers DWG (AutoCAD) grâce à l'utilisation de la technologie RealDWG(r). Effectivement, il existe un accord technologique entre Bentley Systems et AutoDesk, l'un proposant à l'autre les librairies lui permettant de lire le format de fichier concurrent.

## Quelques fonctionnalités
- MicroStation permet d'exploiter des modèles de modélisation de la réalité générés par ContextCapture, un puissant outil de modélisation photogrammétrique. Il permet également d'utiliser des nuages de points.
- MicroStation est un puissant outil de création de modèle 2D ou 3D, paramétrique ou non.
- MicroStation permet de lier tout type d'élément à un enregistrement en base de données.
- MicroStation possède de très puissantes fonctions de rendu photo-réaliste ainsi que des fonctions d'animation et de cinématique.
- MicroStation est labellisé par l'IGN pour la conversion de données vectorielles depuis et vers le Lambert 93 et les projections coniques conformes. MicroStation possède en outre, une bibliothèque très vaste de systèmes de coordonnées géographiques.
- MicroStation permet de gérer des vues dynamiques visualisant des coupes, des sections, des élévations, etc. sans qu'un résultat ne soit figé.
- MicroStation est multi-modèles. Comme Excel il permet d'avoir plusieurs "feuilles" (appelées "modèles") qui sont soit des dessins (modèles projets), des plans (objets que l'on habille en préparation d'une mise en plan) ou des feuilles (mises en plan)
- MicroStation génère directement des fichiers PDF en 2D ou 3D qui peuvent être visualisés ou tracés par plus de 500 millions d’ordinateurs dans le monde (cela sert aux propositions commerciales ou aux appels d'offres, par exemple).
- MicroStation permet de gérer l’historique de toutes les modifications apportées par les participants aux projets.
- MicroStation permet de protéger les données en utilisant la technologie PKI (Public Key Infrastructure), soit pour introduire une signature électronique authentifiée, soit pour restreindre l'accès aux informations.

## Langages de programmation
- Le langage VBA de Microsoft, inclus dans MicroStation, permet de développer des applications à l'aide d'un langage d'une approche assez aisée.
- Les programmeurs d'application utilisent largement MDL (MicroStation Development Language) un dérivé du Langage C compilé en un P-code (en) et donc indépendant de la plateforme (même principe que le Java).
- L'accès à l'API de MicroStation est également possible en utilisant .NET (C#, VB.NET, etc.)

## Gamme
MicroStation est en fait l'outil le plus complet de la gamme « plate-forme » de Bentley et un des plus puissants du marché[passage promotionnel] : 
- MicroStation : toutes les fonctions du logiciel.
- MicroStation PowerDraft : version orientée 2D et mise en plan.
- Bentley View : Logiciel gratuit de visualisation de fichiers DWG et DGN

## Greffons
Les greffons ((en)plugin) permettent de localiser MicroStation pour un métier.
- Atlas Carto 200 (Atlas C200), logiciel de cartographie pour les sous-traitant d'Enedis et de GrDF, vendu par l'éditeur Atlog. Ce produit est développé spécifiquement selon les demandes d'Enedis, contrairement à Covadis (AutoCAD), par exemple qui est généraliste, développé pour les géomètres[1].

## Collaboration et ingénierie distribuée
Les bureaux d'étude sont souvent des entreprises distribuées dans le monde avec des équipes et des sous-traitants répartis dans différents sites ou dans différents pays. Depuis la version MicroStation V8 XM Edition sortie en 2006 MicroStation intègre une solution de collaboration appelée ProjectWise StartPoint. ProjectWise StartPoint se connecte au serveur SharePoint de Microsoft. Les fonctions incluent des outils de recherche, des outils de collaboration entre les acteurs des projets (auteurs, consultants, décisionnaires) et des outils workflow.